# Universitat Kore d'Enna
La Universitat Kore d'Enna, també coneguda per l'acrònim UKE, en italià Università Kore di Enna, és una universitat fundada el 2004 a Enna, la capital de la província d'Enna, al centre de Sicília, a Itàlia.
La Universitat Lliure d'Enna Estudis "Kore" (també coneguda com la Universitat Kore d'Enna o amb l'acrònim UKE), és una universitat italiana no estatal, que va néixer gràcies a la iniciativa de la província d'Enna i altres autoritats locals de la mateixa província i, finalment, la va promoure la Fundació de la Universitat Kore d'Enna (o Fundació Kore, una fundació privada) el 2004. La seva creació ja estava prevista, aquell mateix any, en el text de la DM MIUR n. 284 de 15 de setembre, fent referència al Pla Nacional de Desenvolupament del sistema universitari per al període 2004-2006.
La institució de la Universitat Lliure de Kore d'Enna va esdevenir com a tal amb Decret Ministerial de 5 de maig de, de 2005 n. 116, publicat al Diari Oficial de la República Italiana el 13 de maig de 2005, amb el qual se li va concedir la personalitat jurídica, es va aprovar el reglament i se li va donar l'autorització per expedir títols acadèmics amb estatus legal. El nom original complet és Libera università degli studi della Sicilia centrale "Kore" di Enna. La universitat es troba a la localitat siciliana d'Enna, i porta el nom de la figura mitològica de Kore.

## Història

### DelConsorzio Ennese Universitario(CEU) a laFundació Kore
La Universitat d'Enna va néixer des del nucli original del Consorzio Ennese Universitario (CEU), fundat el 1995 i presidit fins a 2003 per Cataldo Salern. El consorci es va formar inicialment per la província d'Enna, el Municipi d'Enna i la Cambra de Comerç. Més endavant es va unir els municipis d'Agira, Assoro, Barrafranca, Centuripe, Leonforte, Nicòsia, Piazza Armerina, Regalbuto i Valguarnera Caropepe, tots ells a la província d'Enna.
El CEU va activar a Enna una extensió descentralitzada dels programes de postgrau de la Universitat de Palerm i de la Universitat de Catània. L'extensió universitària d'Enna -gràcies a les facilitats que li foren concedides, els serveis per als estudiants i la centralitat geogràfica de la ciutat- aviat va agafar força consistència per a convèncer el CEU i poder sol·licitar al Ministeri l'establiment d'una nova universitat.
La regió de Sicília on, des de fa diversos segles, operen tres universitats (a més de la Universitat de Catània i la de Palerm, també la Universitat de Messina), va donar suport al pla per a la que havia de ser la seva quarta universitat ubicada a Enna, amb la Llei de 3 de maig de 2001, n. 6.
El projecte de la Fundació Kore va rebre al juliol de 2004 l'opinió favorable del Comitè Nacional per a l'Avaluació del Sistema Universitari (o CNVSU, òrgan assessor del Ministeri d'Educació) i, posteriorment, del mateix ministre d'Educació. UKE es va convertir en una realitat el 5 maig 2005k, després de la signatura del decret de fundació pel ministre d'Educació, Universitats i Investigació, Letizia Moratti.

### El procés d'autonomia
La Universitat Lliure Kore d'Enna va iniciar les seves activitats independents en el curs acadèmic 2005/2006. El procés d'autonomia de la UKE ha estat lent i gradual. En el primer any acadèmic, a més dels cursos de grau de Kore, a Enna van continuar funcionant també els de les universitats de Palerm i Catània. L'autonomia completa de la Universitat de Kore no es va aconseguir fins al final del 2015.
El nou estatut, amb l'aprovació del Ministeri d'Educació, fou expedit el 22 de febrer de 2016, i publicat a la Gaseta Oficial de la República italiana n. 53 de 4 de març de l'any 2016.

### En l'actualitat

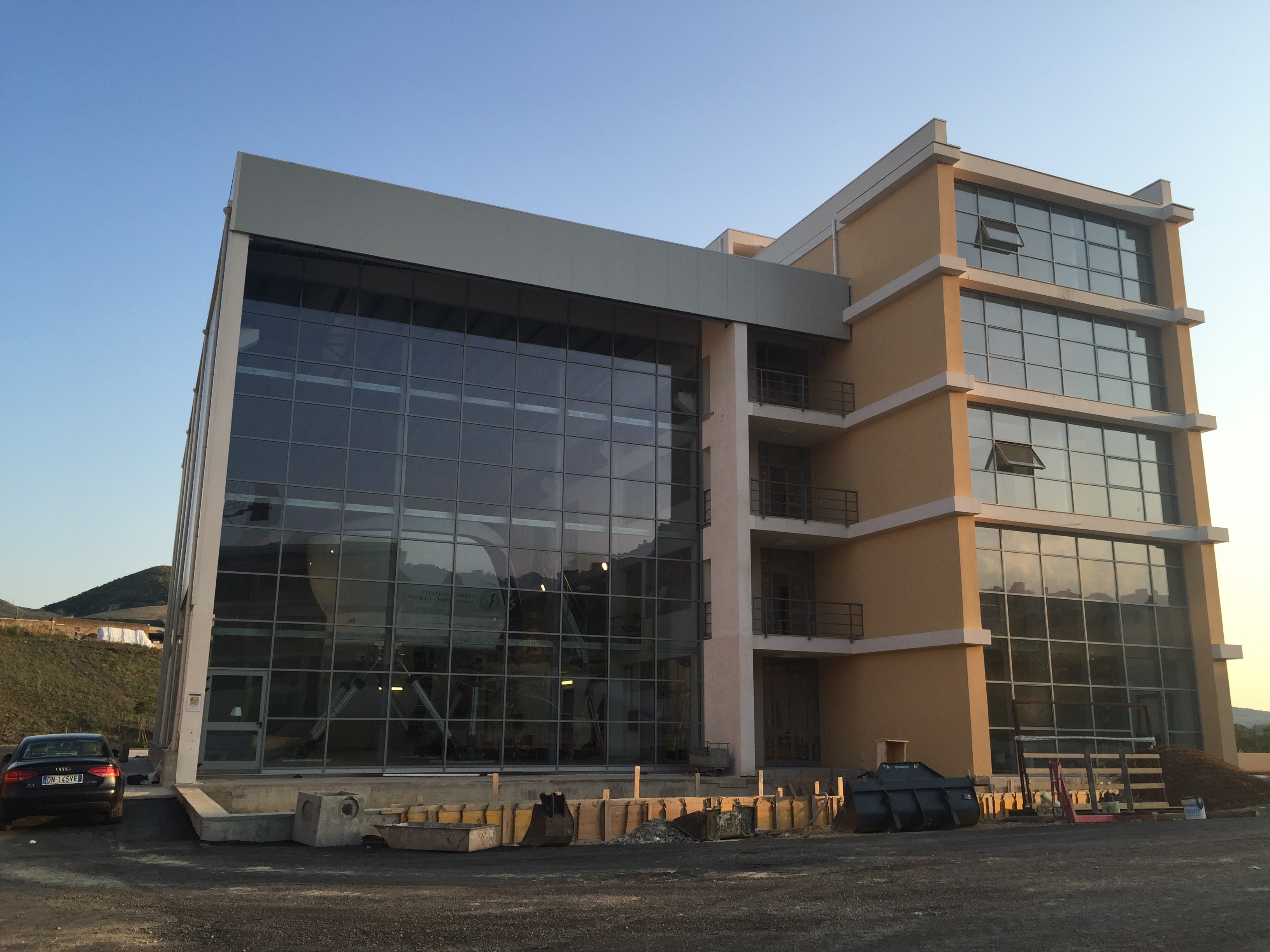
El centre de recerca d'Enginyeria aeroespacial de la Universitat amb el seu simulador de vol

El 2015 la Universitat d'Enna era la tercera universitat no estatal del país quan a nombre de mestres i quan a nombre de matriculats. En pocs anys la UKE s'ha convertit en una universitat moderna d'avantguarda, amb uns recursos per al seu funcionament, que arriben en més del 90% de les quotes dels estudiants. La UKE destaca per la seva investigació científica. La Universitat es regeix per una fundació i un consell d'administració, amb personatges de prestigi de la cultura siciliana, dels negocis, les finances i la ciència.

## Denominació i símbols
La Universitat "Kore" d'Enna, és l'única universitat de Sicília que no ha estat establerta per un Papa o un rei, sinó pel seu mateix territori que ha dissenyat i creat les seves instal·lacions. La denominació "Kore" prové del nom de la deessa grega Proserpina o Perséfone, filla de Ceres (l'efígie va ser triada com un element de l'emblema de la província d'Enna en el moment de la seva creació en 1926), xifra que es lliga a bona part del passat mític de Sicília i del territori d'Enna, en particular.

## Estudis
La Universitat Kore d'Enna té quatre facultats amb 18 programes de llicenciatura, una Escola de Doctorat i Mestratge. En els camps educatius i científics, és la universitat no estatal amb l'oferta educativa més important en les àrees d'Arqueologia, Arquitectura, Economia, Educació, Dret, Enginyeria, Llengües estrangeres, Psicologia, Educació Física i Esports.